# Приміський сільський округ
Приміськи́й сільський округ (каз. Пригородный ауылдық округі, рос. Пригородный сельский округ) — адміністративна одиниця у складі Мамлютського району Північноказахстанської області Казахстану. Адміністративний центр — село Покровка.
Населення — 970 осіб (2021; 1046 у 2009, 1255 у 1999, 1433 у 1989).
Станом на 1989 рік існувала Приміська сільська рада (села Боровське, Кондратовка, Красний Октябр, Мулянка, Покровка, селища Остановочний пункт 2591 км, Остановочний пункт 2603 км). Пізніше села Боровське, Кондартовка та селища Остановочний пункт 2603 км були передані до складу Петерфельдського сільського округу Кизилжарського району. Село Красний Октябр та селище Остановочний пункт 2591 км було ліквідовано 2024 року.

## Склад
До складу округу входять такі населені пункти:
| Населений пункт                              | Старі назви | Населення, осіб (1989) | Населення, осіб (1999) | Населення, осіб (2009) | Населення, осіб (2021) |
| -------------------------------------------- | ----------- | ---------------------- | ---------------------- | ---------------------- | ---------------------- |
| Красний Октябр, село                         | -           | 180                    | 128                    | 25                     | 11                     |
| Мулянка, село                                | -           | 40                     | 13                     | -                      | -                      |
| Остановочний пункт 2591 км, станційне селище | -           | 42                     | 34                     | 19                     | 7                      |
| Покровка, село                               | -           | 1171                   | 1093                   | 1002                   | 952                    |